# Iso Lele
Der Iso Lele (auch: Iso Rivolta Lele und Lele IR6) war ein von 1969 bis 1974 gebautes Sportcoupé des italienischen Herstellers Iso Rivolta. Der auffällig gestaltete Lele war mit Chevrolet- und Ford-Motoren lieferbar. Er war das letzte neue Modell, das Iso vor der insolvenzbedingten Produktionseinstellung 1974 präsentierte.

## Hintergrund
Der Lele geht auf ein Unikat zurück, das Iso 1969 für einen amerikanischen Kunden hergestellt hatte. Auf der technischen Basis des Iso Rivolta 300 gestaltete Marcello Gandini für Bertone ein stilistisch eigenständiges Fließheckcoupé. Das Fahrzeug wurde 1969 auf dem Turiner Autosalon ausgestellt und erhielt unerwartet viel Zustimmung, so dass sich Piero Rivolta, der die Leitung des Unternehmens nach dem Tode seines Vaters 1966 übernommen hatte, zu einer Serienfertigung entschloss. 
Der Lele war ab Mai 1970 lieferbar; das erste Exemplar mit der Fahrgestellnummer 500001 wurde am 2. Mai 1970 fertiggestellt. Der Name des Wagens war eine Reverenz an Piero Rivoltas Ehefrau Rachele, die gemeinhin „Lele“ gerufen wurde.
Im Modellprogramm der Marke Iso war der viersitzige Lele zwischen dem zweisitzigen Hochleistungssportwagen Grifo und der viertürigen Limousine Fidia positioniert. Er nahm damit die Stellung des 1963 vorgestellten IR 300 ein, dessen Produktion Iso wenige Monate nach der Vorstellung des Lele einstellte.

## Aufbau und Technik

### Die Karosserie

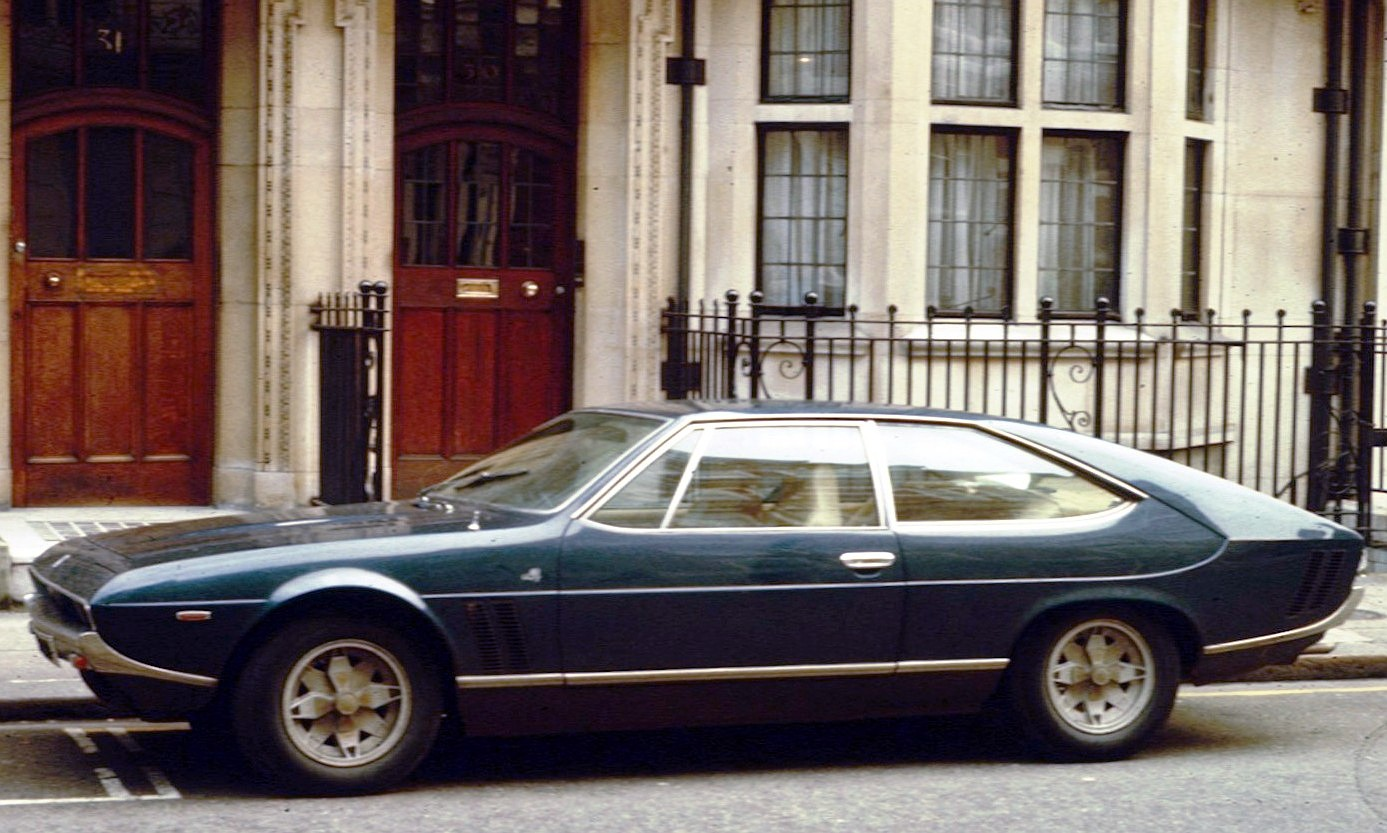
Iso Lele im Profil

Das wesentlich Neue am Lele war die Karosserie. Die Linien waren eine Melange aus Rundungen und spitzen Winkeln. Die Frontpartie bot Doppelscheinwerfer, die unter einer in die Motorhaube integrierten Klappe zur Hälfte verdeckt waren. Im aktivierten Zustand hob sich der Deckel geringfügig. Dieses Designmerkmal wurde später für die überarbeiteten Iso Grifo übernommen und danach von diversen Konkurrenten kopiert. So fanden sich halbverdeckte Scheinwerfer auch am Lamborghini Jarama, ebenfalls ein Gandini-Entwurf, ferner an einem Entwurf von Pietro Frua für eine zweite Serie des Maserati Quattroporte und schließlich auch an einem Einzelstück von AC Cars namens 429, das auf einem Monteverdi High Speed 375 basierte und ebenfalls von Frua entworfen worden war. Bemerkenswert war auch die Seitenlinie des Lele. Von den hoch angesetzten Seitenpfosten senkte sich die Gürtellinie zunächst ab, um am Heck wieder anzusteigen. Dieses Motiv wiederholte sich bei einer seitlichen Sicke, ferner auch an der Linie der Stoßstangen. Das Fahrzeug endete mit einem weit ausladenden Fließheck, in das eine kleine Kofferraumklappe integriert war. Die Rückleuchten schließlich stammten vom Fiat 124 Coupé der ersten Serie. Damit entsprach das Heckdesign jenem des Iso Fidia. 
Von besonderer Eleganz war das Interieur, das durch die verschwenderische Verwendung von Leder und den geschickten Einsatz von dezenten Holzeinlagen einen ausgesprochen wertvollen Eindruck machte. Diese Interieur-Gestaltung wurde kurz darauf für die Limousine Iso Fidia übernommen. Allerdings wurde in der Presse die etwas zufällig wirkende Platzierung der zudem scharfkantigen Hebel und Schalter kritisiert. Die Modelle Lele Marlboro und Lele Sport hatten ein davon abweichendes Armaturenbrett.

### Die Technik

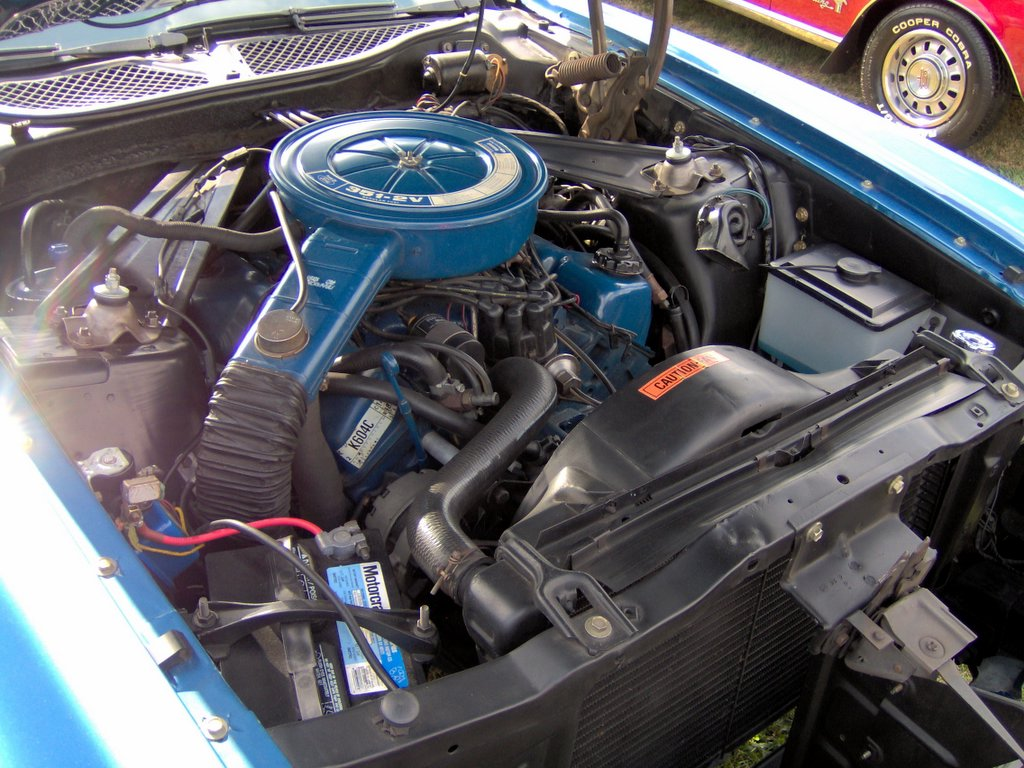
Ab 1972 verwendet: Ford Cleveland V8

Chassis und Fahrgestell entsprachen weitestgehend dem Iso Rivolta IR 300. Bezüglich der Motoren machte der Lele die gleiche Entwicklung wie der Grifo und die Limousine Fidia mit: Nachdem anfänglich Chevrolet-Triebwerke eingebaut wurden, stellte Iso 1971 auf Achtzylindermotoren von Ford um. Grund hierfür waren wiederholte Zahlungsschwierigkeiten Isos und der Umstand, dass General Motors im Hinblick darauf eine Bezahlung bei Bestellungseingang forderte.
Es gab jeweils unterschiedliche Leistungsstufen, die mit verschiedenen Achsübersetzungen verbunden werden konnten. Die im Iso Grifo verwendeten 7,0- oder 7,4-Liter-Versionen dieser Triebwerke waren im Lele allerdings nicht erhältlich. Folgende Triebwerks- und Getriebeversionen standen zur Wahl:
- Iso Lele 300 mit einem 304 SAE-PS starken 5,3- oder 5,8-Liter-Chevrolet-V8 (Chevrolet Corvette Turbofire 327) und manuellem Vierganggetriebe von Chevrolet bzw. automatischem Dreiganggetriebe von General Motors.
- Iso Lele 350 mit einem auf 335 bzw. 350 PS getunten 5,3- oder 5,8-Liter-Chevrolet-V8 (Chevrolet Corvette Turbofire 327) und manuellem Vierganggetriebe von Chevrolet oder einem manuellen Fünfganggetriebe von ZF Friedrichshafen.
- Iso Lele IR6 mit einem 330 SAE-PS starken Ford-Cleveland-V8 (5,8 Liter), kombiniert mit einem manuellen Fünfganggetriebe von ZF Friedrichshafen oder einer Cruise-O-Matic Dreigang-Automatik von Ford.
- Iso Lele Sport bzw. Iso Lele Marlboro mit einem auf 360 PS getunten Cobra-Jet-Achtzylinder von Ford und einem manuellen Fünfganggetriebe von ZF Friedrichshafen.

Daneben verwendete der Lele zahlreiche weitere Technikkomponenten unterschiedlicher Zulieferer. Das Differential wurde von Salisbury bezogen, die Lenksäule entsprach der des Fiat 130.

## Die Versionen

### Das Basismodell
Das Basisfahrzeug wurde zunächst als Iso Rivolta Lele verkauft. Ab 1971 bekam das Modell den Zusatz IR6, ohne dass sich – abgesehen davon – irgendetwas geändert hätte.

### Der Lele Marlboro
1973 erschien eine Lele Marlboro genannte Version mit einem leistungsgesteigerten Motor. Diese Version wurde von Giotto Bizzarrini und Giuseppe Caso entwickelt. Der Motor wurde überarbeitet; das betraf insbesondere die Ein- und Auslasskanäle. Das Werk gab die Motorleistung mit 360 PS an. Zugleich wurde durch Verzicht auf Dämmmaterial und ein leichteres Interieur, das vor allem aus einem einfacher gestalteten Armaturenbrett bestand, das Gewicht des Lele gesenkt. Die Stoßstangen waren aus Kunststoff gefertigt, und an der Frontpartie installierten Caso und Bizzarrini einen einfachen, aber auffälligen schwarzen Frontspoiler. Die Lele Marlboro-Version sollte einen direkten Bezug zu dem zeitgleich initiierten Formel-1-Auftritt von Iso Rivolta herstellen, den das Werk zusammen mit dem britischen Rennstall Frank Williams Racing Cars und dem Zigarettenhersteller Philip Morris International in der Saison 1973 unternahm. Frühe Werbefotos zeigten Piero Rivolta und Frank Williams neben einem (allerdings normal ausgestatteten) Lele, später entstanden Bilder, auf denen ein Lele Marlboro zusammen mit dem Rennfahrer Arturo Merzario und einem Formel-1-Fahrzeug vom Typ Iso-Marlboro IR1 abgebildet war.
Bis zum Ende des Formel-1-Engagements entstanden nur wenige Exemplare des Lele Marlboro, die in erster Linie an Repräsentanten von Philip Morris geliefert wurden. In der Motorsportliteratur wird eine Spanne von zwei bis fünf Exemplaren genannt. Eines der Fahrzeuge wurde an den Formel-1-Rennfahrer Emerson Fittipaldi geliefert.

### Iso Lele Sport
Der 1974 präsentierte Lele Sport setzte das Konzept des Lele Marlboro fort. Das Auto entsprach technisch in nahezu allen Details dem Lele Marlboro. Es war – zu einem sehr hohen Neupreis – für die allgemeine Kundschaft erhältlich; angesichts der Ölkrise, die 1974 ihren Höhepunkt erreichte und die Nachfrage nach Hochleistungssportwagen stark fallen ließ, entstanden aber nur wenige Fahrzeuge. Zusammengenommen, dürften etwa 20 Exemplare des Lele Marlboro und des Lele Sport entstanden sein.
Die britische Automobilzeitschrift Car testete im Sommer 1974 einen Lele Sport. Die Tester bezweifelten die Richtigkeit der vom Werk veröffentlichten Leistungsangabe und waren angesichts der gemessenen Beschleunigungswerte der Ansicht, dass sich der tatsächliche Wert auf weniger als 300 PS belaufe. Das Fahrverhalten wurde als „lebendig, aber nicht unkomfortabel“ beschrieben. Der Motor übersteige „nur unwillig“ das Niveau von 5.400 Umdrehungen pro Minute, allerdings werde die Höchstleistung bei 5.800 Umdrehungen pro Minute abgegeben. Der Antriebsstrang des getesteten Fahrzeugs war fehlerbehaftet. Die Tester monierten Ruckbewegungen und Geräusche beim Lastwechsel, und nach einem Betrieb von 7.000 Meilen zerbrach die Kupplung. Insgesamt hielten die Tester den Lele Sport für ein enttäuschendes Auto.
Im Frühjahr 2011 wurde einer der seltenen Lele Sport zum Preis von 52.000 £ zum Verkauf angeboten.

## Die Produktionszahlen
Der Lele war in kommerzieller Hinsicht kein Erfolg. Insgesamt wurden zwischen 1969 und 1974 nicht mehr als 295 Fahrzeuge in allen Versionen hergestellt. Die Produktionszahlen verteilen sich wie folgt:
- 1969: 1
- 1970: 59
- 1971: 42
- 1972: 70
- 1973: 86
- 1974: 27
- unbekannt: 9
- nicht vollendet: 16 (inkl. des 1976 fertiggestellten 500317)
- 1976: 1

Produktionszahlen der unterschiedlichen Versionen:
- Prototyp-Chevrolet-5,3-l-Motor (300 PS): 1
- Chevrolet-5,3-l-Motor (300 PS): 42
- Chevrolet-5,3-l-Motor (350 PS): 6
- Chevrolet-5,8-l-Motor (300 PS): 74
- Chevrolet-5,8-l-Motor (350 PS): 4
- Ford-5,8-l-Motor (325 PS): 129
- Ford-5,8-l-Motor (360 PS) „Sport“: 24
- Ford-5,8-l-Motor (360 PS) „Marlboro“: 5
- Konfiguration nicht bekannt: 9
- Unvollendete Karosserien: 16 (inkl. FGN 500317)

## Der Ennezeta Lele
Die ehemaligen Iso-Mitarbeiter Roberto Negri und Maurizio Zanisi gründeten 1976 in Paderno Dugnano, 5 km von Isos altem Werk in Bresso entfernt, das Unternehmen Ennezeta S.r.l. und stellten bis 1979 einige Exemplare der Modelle Grifo, Fidia und Lele her.